# Mile Isaković
Mile Isaković, jugoslovanski (srbski) rokometaš, * 17. januar 1958, Šabac.
Leta 1984 je na poletnih olimpijskih igrah v Los Angelesu v sestavi jugoslovanske rokometne reprezentance osvojil zlato olimpijsko medaljo; na predhodnih igrah pa je reprezentanca osvojila 6. mesto.